# Saint-Pois
Saint-Pois és un municipi francès situat al departament de la Manche i a la regió de Normandia. L'any 2007 tenia 538 habitants.

## Demografia

### Població
El 2007 la població de fet de Saint-Pois era de 538 persones. Hi havia 257 famílies de les quals 98 eren unipersonals (49 homes vivint sols i 49 dones vivint soles), 86 parelles sense fills, 65 parelles amb fills i 8 famílies monoparentals amb fills.
La població ha evolucionat segons el següent gràfic:
Habitants censats

### Habitatges
El 2007 hi havia 323 habitatges, 256 eren l'habitatge principal de la família, 39 eren segones residències i 28 estaven desocupats. 298 eren cases i 20 eren apartaments. Dels 256 habitatges principals, 147 estaven ocupats pels seus propietaris, 101 estaven llogats i ocupats pels llogaters i 8 estaven cedits a títol gratuït; 2 tenien una cambra, 32 en tenien dues, 51 en tenien tres, 73 en tenien quatre i 99 en tenien cinc o més. 209 habitatges disposaven pel capbaix d'una plaça de pàrquing. A 137 habitatges hi havia un automòbil i a 71 n'hi havia dos o més.

### Piràmide de població
La piràmide de població per edats i sexe el 2009 era:
| Homes | Edats   | Dones |
| ----- | ------- | ----- |
| 0     | 95 o +  | 0     |
| 0     | 90 a 94 | 8     |
| 8     | 85 a 89 | 20    |
| 8     | 80 a 84 | 12    |
| 24    | 75 a 79 | 32    |
| 12    | 70 a 74 | 16    |
| 16    | 65 a 69 | 28    |
| 20    | 60 a 64 | 4     |
| 16    | 55 a 59 | 16    |
| 16    | 50 a 54 | 8     |
| 8     | 45 a 49 | 24    |
| 24    | 40 a 44 | 12    |
| 8     | 35 a 39 | 20    |
| 12    | 30 a 34 | 0     |
| 20    | 25 a 29 | 16    |
| 0     | 20 a 24 | 8     |
| 28    | 15 a 19 | 4     |
| 16    | 10 a 14 | 12    |
| 4     | 5 a 9   | 16    |
| 12    | 0 a 4   | 0     |

## Economia
El 2007 la població en edat de treballar era de 275 persones, 203 eren actives i 72 eren inactives. De les 203 persones actives 190 estaven ocupades (105 homes i 85 dones) i 13 estaven aturades (4 homes i 9 dones). De les 72 persones inactives 32 estaven jubilades, 21 estaven estudiant i 19 estaven classificades com a «altres inactius».

### Ingressos
El 2009 a Saint-Pois hi havia 228 unitats fiscals que integraven 481 persones, la mediana anual d'ingressos fiscals per persona era de 15.405 €.

### Activitats econòmiques
Dels 37 establiments que hi havia el 2007, 2 eren d'empreses extractives, 1 d'una empresa alimentària, 6 d'empreses de fabricació d'altres productes industrials, 4 d'empreses de construcció, 8 d'empreses de comerç i reparació d'automòbils, 2 d'empreses de transport, 3 d'empreses d'hostatgeria i restauració, 2 d'empreses financeres, 3 d'empreses de serveis, 3 d'entitats de l'administració pública i 3 d'empreses classificades com a «altres activitats de serveis».
Dels 11 establiments de servei als particulars que hi havia el 2009, 1 era una gendarmeria, 1 oficina de correu, 1 una oficina bancària, 1 funerària, 2 tallers de reparació d'automòbils i de material agrícola, 1 paleta, 1 fusteria, 1 lampisteria, 1 perruqueria i 1 restaurant.
Dels 4 establiments comercials que hi havia el 2009, 1 era una botiga de més de 120 m², 1 una botiga de menys de 120 m², 1 una fleca i 1 una joieria.
L'any 2000 a Saint-Pois hi havia 28 explotacions agrícoles que ocupaven un total de 246 hectàrees.

## Equipaments sanitaris i escolars
L'únic equipament sanitari que hi havia el 2009 era una farmàcia.
El 2009 hi havia una escola elemental.

## Poblacions més properes
El següent diagrama mostra les poblacions més properes.